# Ґіпсленд
Гіпсленд (Gippsland) — нафтогазоносний басейн в Австралії, в східній частині протоки Басса.

## Історія
Перше родовище відкрите в 1921 р. Видобуток нафти на суші з 1930 рі, на шельфі — з 1967 р.; газ видобувається з 1969 р.

## Характеристика
Пл. 51 тис. км², в тому числі 37,5 тис. км² на акваторії. Басейн включає близько 20 родовищ, найбільші з яких Кінгфіш (нафта), Марлін (газ), Халібет (нафта), Снаппер (газ).
Сумарні поч. запаси нафти бл. 400 млн т, газу — 250 млрд м³.
Осадовий чохол представлений теригенно-карбонатними юрсько-еоценовими утвореннями континентального, дельтового та інгресивного мор. ґенезису і мор. відкладами олігоцену-неогену. Потужність відкладів в центр. частині бас. до 7 км. Осн. продуктивні горизонти еоценової доби залягають на глиб. 600-3100 м.

## Інфраструктра
Для видачі газу прокладено газопроводи Марлін – Лонгфорд, Барракута – Лонгфорд, Кіпер – Снаппер – Лонгфорд, Брім – Лонгфорд, Лонгтом – Патрісія-Балін – Орбост, Соул – Орбост.
Для роботи з продукцією родовищ звели береговий комплекс Лонгфорд та установку підготовки Орбост.